# Віслюк Азінари

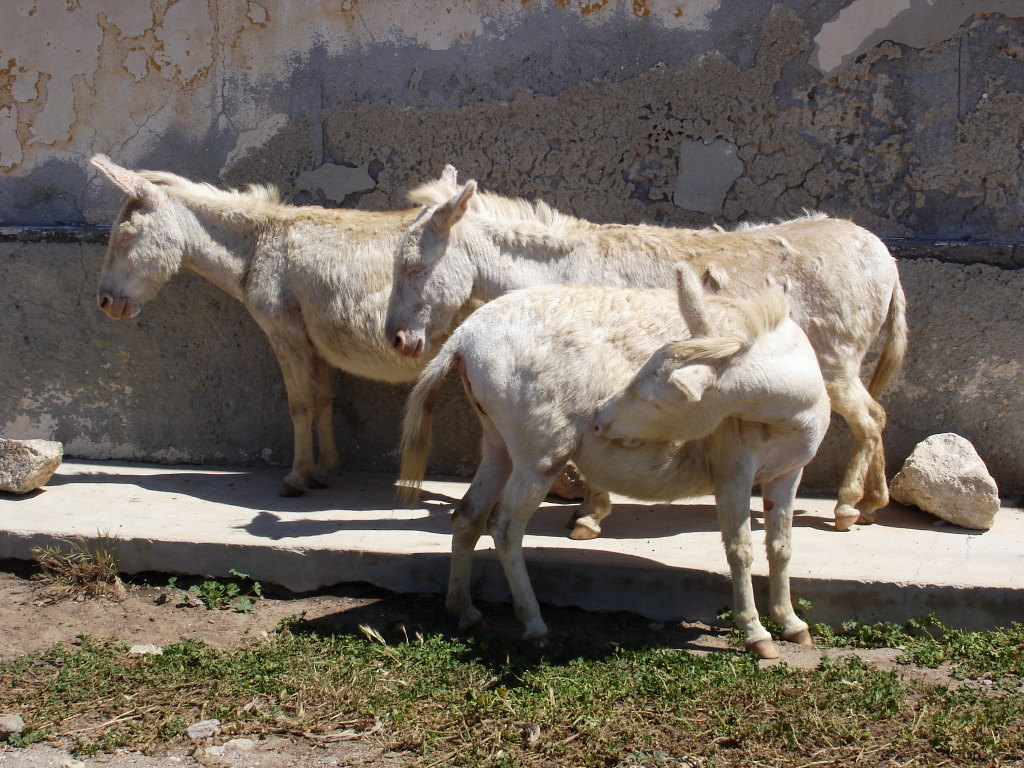
Віслюки Азінари-альбіноси

Віслюк Азінари — порода віслюків, ендемік острова Азінара, що лежить біля північно-західного узбережжя Сардинії, Італія, у провінції Сассарі. Більшість популяції повністю або частково альбіноси; невелика кількість сірих ослів на острові також вважається частиною популяції і, ймовірно, є гетерозиготними носіями гена альбінізму.:18
На острові є приблизно 120 особин. Інші знаходяться у природному заповіднику Порто-Конте в Альгеро, в Іституто-ді-Інкременто-Іппіко на Фореста-Бургос, у Тоскані та в Емілія-Романья.:158

## Історія
Віслюк Азінари, ймовірно, походить від випадкової мутації популяції сардинських віслюків, кинутих на острові мешканцями, коли вони були насильно евакуйовані з нього відповідно до закону від 28 червня 1885 р., згідно з яким Азінара має бути перетворена на шпиталь та виправну колонію. Можливо також, що порода походить від білих віслюків, завезених з Єгипту в ХІХ столітті Дука-делль-Азінара.:158